# Павловка (Александрийский район)
Па́вловка (укр. Павлівка) — село в Светловодской городской общине Александрийского района Кировоградской области Украины.
Население по переписи 2001 года составляло 2145 человек. Телефонный код — 5236. Код КОАТУУ — 3525286901.

## История
В 1945 г. Указом ПВС УССР село Свинаро-Павовка переименовано в Павловку.
До 2020 года село входило в Светловодский район